# Jacques Cerf (politicus)
Jacques Cerf (Sint-Gillis, 23 februari 1928 - Haut-Ittre, 7 april 2023) was een Belgisch senator.

## Levensloop
Cerf behaalde de diploma's van doctor in de geneeskunde aan de ULB en licentiaat in de openbare gezondheid en tropische geneeskunde en was beursstudent voor de Wereldgezondheidsorganisatie. Van 1957 tot 1960 werkte hij in Belgisch Congo als ambtenaar op de dienst hygiëne van Leopoldstad en was er tevens actief als voorzitter van de vakbond voor ambtenaren in Belgisch Congo. Na de Congolese onafhankelijkheid verliet Cerf noodgedwongen het land en vestigde hij zich als huisarts in Leval-Trahegnies.
Begaan met de Waalse kwestie werd hij in 1961 de voorzitter van de Mouvement populaire wallon-afdeling in zijn gemeente. In 1968 trad hij toe tot het Rassemblement Wallon en werd voor deze partij in 1970 verkozen tot gemeenteraadslid van Leval-Trahegnies, wat hij bleef tot in 1976. Van 1975 tot 1978 was hij de voorzitter van de RW-afdeling van het arrondissement Thuin en van 1976 tot 1988 was hij gemeenteraadslid van Binche. 
In 1974 werd Jacques Cerf verkozen tot rechtstreeks gekozen senator in de Senaat, voor het arrondissement Charleroi-Thuin. Hij werd er lid van de commissies Volksgezondheid, Gezin en Naturalisaties. In april 1977 werd hij niet herkozen, maar van 1978 tot 1981 zetelde Cerf opnieuw in de Senaat. Door de toen bestaande dubbelmandaten zetelde hij tevens van 1971 tot 1980 in de Cultuurraad voor de Franse Cultuurgemeenschap, 1974 tot 1977 in de voorlopige Waalse Gewestraad, waar hij secretaris en ondervoorzitter was, en van 1980 tot 1981 in de Waalse Gewestraad en de Raad van de Franse Gemeenschap. In november 1981  werd Cerf opnieuw niet herkozen, waarmee zijn parlementaire carrière ten einde kwam.